# Clemens Busch

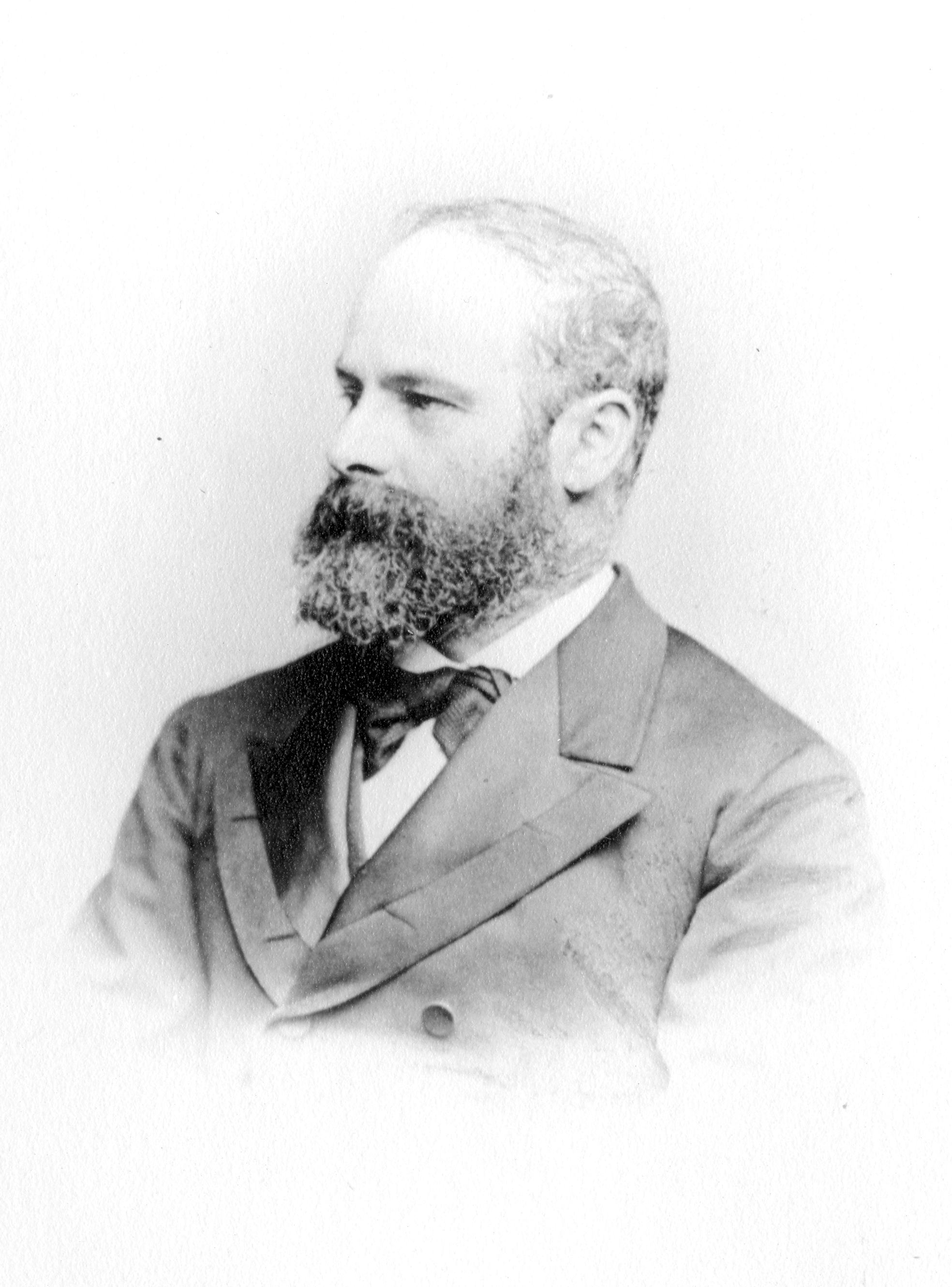

Clemens August Busch, född 20 maj 1834 i Köln, död 25 november 1895 i Bern, var en tysk diplomat. 
Busch blev 1861 attaché vid Preussens beskickning i Konstantinopel, där han vistades i elva år, till sist såsom förste dragoman. År 1872 blev han legationsråd och konsul i Sankt Petersburg och 1874 föredragande råd i utrikesministeriet. Även där användes han mest för orientaliska angelägenheter och var sekreterare vid Berlinkongressen 1878. 
År 1881 blev han understatssekreterare i utrikesministeriet och sändes samma år i en förtrolig beskickning till kurian, varigenom den diplomatiska förbindelsen med denna återupptogs. Såsom representant för Otto von Bismarck presiderade han 1884–85 i Kongokonferensens flesta sammanträden. Han utnämndes till envoyé 1885 i Bukarest, 1888 i Stockholm och 1892 i Bern.